# هاسل (ویرجینیا)
هاسل (به انگلیسی: Hustle) یک منطقهٔ مسکونی در ایالات متحده آمریکا است که در شهرستان اسکس، ویرجینیا واقع شده‌است. هاسل ۴۹٫۹۹ متر بالاتر از سطح دریا واقع شده‌است.